# BREAKLETICS
HIITtheBeatは、ファンクショナルトレーニング、HIITトレーニングなどの要素を含み、ブレイクダンスの要素を取り込んだフィットネス。以前はブレイクレティクス（BREAKLETICS）と呼んでいたが、現在ではHIITtheBeatがプログラム名、BREAKLETICSが同プログラムを提供する会社名となっている。
BREAKLETICS社は2023年6月に、6歳から11歳までの子供向けのHIIT the Beat® Kidsをリリースし、音楽、創造的な動き、遊びを取り入れたチームワークトレーニングを通じて、子供たちが幼い頃から自分の体に対する適切な感覚を構築し、社会的なスキルを発達させることを学ばせるプログラムを作成した。

## 概要
ヒートザビート（HIITtheBeat）は、ファンクショナルトレーニング、HIITトレーニングなどの要素を含み、そこにブレイクダンスの基本的な概念を取り込んだグループフィットネスプログラム。ドイツのブレイクダンサーであるピーター・ソヴィンスキ（Peter Sowinski）によって考案された。現在はヒートザビート（HIIT THE BEAT）と呼ぶ。

## HIITtheBeatの内容と構成
HIITtheBeatのプログラムは、ウォームアップとクールダウンを含むおよそ1時間の構成で行われる。
内容の内訳は以下のとおり。
| 分     | 内容                      |
| ------ | ------------------------- |
| 10:00  | ウォームアップ            |
| 3:30   | エクササイズA             |
| 3:30   | エクササイズB             |
| 4:00   | A/B ルーティーン          |
| 2:00   | 休憩                      |
| 3:30   | エクササイズC             |
| 3:30   | エクササイズD             |
| 4:00   | C/D ルーティーン          |
| 2:00   | 休憩                      |
| 4:00   | A/B/C/D ルーティーン      |
| 15:00~ | ストレッチ(クールダウン） |

### HIITtheBeat®︎の基本的な構成
HIITtheBeatは以下5つの動きから構成される。それぞれ4つの動きは、様々な難易度とバリエーションに分けられ、約400以上のエクササイズがある。
1. HIITtheBeatトップロック（Toprocks）
2. HIITtheBeatフットワーク（Footworks）
3. HIITtheBeatパワームーブ（Powermoves)
4. HIITtheBeatクランチ（Crunches)
5. HIITtheBeatバックワーク（Backwork）

#### 1.HIITtheBeatトップロック（Toprocks）
主に下半身の筋肉群を鍛える。
ブレイクダンスのクラシックなステップとトレーニングのスクワット、ランジなどが組み合わされた動き。
方向や腕の動きの変化など、ジャンピングスクワット、バーピー、ハンドスタンドなどの派生もある。

#### 2.HIITtheBeatフットワーク（Footworks）
全身の筋肉をバランスよく使う。ブレイクダンスのフットワークが元になった動き。
主にプランクがベースで体幹部を鍛える。それに付随して肩などにも負荷のかかるエクササイズ。
特に安全面が考慮され、関節の負担が最小限に抑えられるように設計されているにも関わらず、全身を使ったダイナミックで多彩なエクササイズがある。

#### 3.HIITtheBeatパワームーブ（Powermoves)
プッシュアップなどの動きがあるにも関わらず、体の重心移動を利用しより簡単に行える。肩や腕、胸の筋肉を鍛える。
基本的な腕立て伏せと同様に、上半身全体の体重を支える。
腕立て伏せに必要な筋肉群を鍛え、レベルに応じて負荷を選択することができる。

#### 4.HIITtheBeatクランチ（Crunches)
腹筋に重点を置く。加えてバランス感覚の改善にもつながる。
5.HIITtheBeatバックワーク（Backwork)主に背筋群に重点を置く。バックエクステンションをベースとした動き。

## 日本におけるHIITtheBeat
日本においては、2016年にドイツ本社からマスタートレーナーのJESS（ジェス）が東京に在籍。東京都中野区にて支店となるフィットネスジムを経営している。
ライセンス発行についてはBREAKLETICS®︎が管理しており、日本においては、HIIITtheBeatJapanのみがライセンス発行を行なっている。
2021年9月時点で、東京を拠点に関西地方を始め九州地方まで日本各地でトレーナーの養成が開催されており、公式なトレーナーがHIITtheBeatのレッスンクラスを開講している。
2023年10月時点で、全国に300人のトレーナーが在籍している。

## 日本におけるHIITtheBeatの活動

### 2018年
- 5月26日 Adidas Mecamp 渋谷
- 6月16日 Adidas Mecamp Studio
- 6月17日 Wanderlust108 横浜
- 8月11日 Adidas Mecamp 原宿
- 11月20日 渋谷109 Girls sports lab

### 2019年
- 1月26日 Mecamp 渋谷
- 2月20日 都内某小学校[どこ?]にてキャリア教育の一環としてBREAKLETICS開催
- 5月25日 MURB × BREAKLETICS 恵比寿
- 6月16日 BREAKLETICS × POP PILATES コラボイベント渋谷
- 6月18日 渋谷109 Girls Sports Lab[3]
- 9月7日 学研Fytte The Fit & Wellness Live 500人イベント[4]
- 9月20日~28日 トルコ Robinson club Pamfilya BREAKLETICS
- 12月11日 都内某小学校[どこ?]にて親子向けのフィットネスイベント開催
- 12月14日 都内某小学校[どこ?]にて体育授業にてBREAKLETICS開催
- 12月17日 株式会社JAMGLE JAMにて社内活性イベント

### 2020年
- 1月11日(12日) 日本初のBREAKLETICS トレーナー養成
- 2月24日 The THIRD CONMMUNe × 800 DEGREES BREAKLETICSイベント
- 8月5日〜13日 Mercedes me  EQ House にて親子向けフィットネスオンライン配信イベント開催
- 8月〜12月 BREAKLETICSトレーナー養成（関東、関西）

### 2021年
- 2月〜5月 福岡、大阪、北海道、新潟、沖縄、大阪トレーナー養成

### 2022年
- 3月17日 東京ステーションシティ エキマチスポーツ イベント ［20人］
- 3月27日 湘南 / 江ノ島ヨットハーバー FREEイベント ［70人］
- 4月13日 VAW栄光ハイスクール FITNESS BOOTCAMP ［40人］
- 7月15日 三菱地所 The Royal Park Canvas 札幌大通り公園 イベント ［30人］
- 7月16日 北海道 / 江別市 無料地域活性イベント ［20人］
- 8月6日 宮城 / 仙台 HALEODOME コミュニティイベント ［40人］
- 8月7日 新潟 / 長岡 S.H.S長岡（インテリアショップ）にてワークショップ［30人］
- 8月7日 新潟 / 上越 JOYFIT24LITE 上越 にてスペシャルワークショップ ［50人］
- 9月18日19日 青森 / 弘前 弘前市 中土手町まちづくり推進会議 イベント［30人］
- 9月30日 飯能 / 埼玉 駿河台大学授業 外部講師としてHIITTHEBEAT ［250人］
- 10月5日 沼津 / 静岡 Fitness Fes FIVE-N  ［200人］
- 12月20日 ADIDAS JAPAN x HIITTHEBEAT ADIDAS Officeにてイベント ［30人］

### 2023年
- 3月28日 ADIDAS JAPAN Global イベント ［社内イベント］
- 4月9日 湘南 / 江ノ島ヨットハーバー 第二回目のFREEイベント ［70人］
- 4月29日 ADIDAS GLOBALLERS プロバスケアスリートプログラム  ［20人］
- 5月13日 日本初開催 : 沼津 HIITTHEBEAT KIDs イベント［70人］
- 5月19日 渋谷 HIITTHEBEAT イベント by PETER ［50人］

## 日本におけるHIITtheBeatの雑誌掲載

### 2018年
- BITTER 『TOKYO REAL SHOOTING』2018年 2月3月合併号
- Tarzan 『全身 自体重トレ』 2018年11月28日 777号
- Next 『Foundit』2018年12月 142号

### 2019年
- PEAK 『スタイルにスポーツを』2019年 5月号 増刊
- GLITTER 『ミラクル美容で変身』2019年 4月号

### 2020年
- 詐欺バスト術 『森咲智美』2020年12月出版